# Accolade
Infogrames North America, Inc. (originalmente llamada Accolade, Inc.) fue una empresa estadounidense distribuidora y desarrolladora de videojuegos, con sede en San José (California). La empresa se fundó bajo el nombre de Accolade en noviembre de 1984, por Alan Miller y Bob Whitehead, quienes habían cofundado Activision, en octubre de 1979. En abril de 1999, Accolade fue comprada por una empresa de videojuegos francesa, llamada Infogrames Entertainment SA, por una suma de 60 millones de dólares, de los cuales 50 fueron en efectivo y 10 en capital de expansión, cambiando su nombre a Infogrames North America, Inc. El director ejecutivo de la empresa, Jim Barnett, fue nombrado jefe de Infogrames Entertainment. En diciembre de 1999, Infogrames obtuvo una participación de control en GT Interactive por una inversión total de 135 millones de dólares, cambiando su nombre a Infogrames, Inc. El 11 de septiembre de 2000, Infogrames North America fue adquirida por Infogrames, Inc. por 28 millones.

## Historia

### Primeros años
Los ingresos de Accolade pasaron de 1,5 millones en 1985 a 5 millones en 1986. Fue desarrolladora de la mayoría de computadora doméstica de los 80, como Commodore 64, Atari 400 & 800, la Amiga, Apple II y el PC. Algunos de sus primeros títulos fueron Law of the West, Psi-5 Trading Company, The Dam Busters, Mean 18 Golf, Test Drive y HardBall!. Test Drive y HardBall! se convirtieron en 2 de las franquicias más populares y duraderas de Accolade.
Mientras que la popularidad de los demás sistemas menguaba, Accolade se centraba en el desarrollo de PC y videoconsola, incluyendo Nintendo Entertainment System, Sega Genesis, Super NES y PlayStation.
Todos los títulos iniciales de Accolade fueron de desarrollo casero. Pero tras convertirse en editora, en lugar de desarrolladora, produjo muchos más juegos. A mediados de los 90, la mayoría de juegos de Accolade eran desarrolladores por terceros.
En octubre de 1991, Accolade recibió una demanda por infringir los derechos de autor, que finalmente le llevó en conceptos de ingeniería inversa con fines de interoperabilidad. Sega quiso mantener su exclusividad en sus consolas, con el objetivo de que todos sus juegos fueran exclusivos de Sega. Los ingenieros de Accolade, que no estaban dispuestos a conformarse solo con juegos de plataformas, desarrollaron su propio sistema; hasta entonces, los desarrolladores "tenían" que conseguir los sistemas de Sega para desarrollar juegos para la plataforma. El caso Sega v. Accolade acabó la práctica y ganó la primera orden judicial, obligando a Accolade a retirar todos sus productos de sus tiendas. Accolade, sin embargo, recurrió la sanción y esta vez la ganó, llegando a un acuerdo con Sega para seguir fabricando los cartuchos de la consola, pero con una licencia oficial.

### Traspaso
La empresa tuvo grandes éxitos a comienzos de los 90. Bubsy de Genesis y Super NES se vendió muy bien, siendo la mejor venta de productos hasta que salió Test Drive 4 en 1997. Star Control 2 de PC (1992, MS-DOS) también fue muy bien recibido y obtuvo las mejores puntuaciones de aquel entonces.
Sin embargo, a mediados de los 90, Accolade empezó a publicar una variedad de juegos de distintos géneros que al parecer empezaron a disgustar a los consumidores, debido a su falta de detalle.
Durante una conferencia de administración y productores, Accolade decidió centrarse solo en los juegos de deporte y acción. Accolade ya tenía varias franquicias basadas en dichas categorías. Franquicias de deportes, como HardBall!, Unnecessary Roughness y Jack Nicklaus Golf. Y en cuanto a acción, tenía la gran franquicia de Test Drive.
Bob Whitehead dejó Accolade poco después de su fundación; Alan Miller duró hasta 1995. Tras abandonar Alan Miller, el director ejecutivo pasó a ser Peter Harris, quién fue colocado ahí por Prudential Investments (Prudential hizo una inversión de 10 millones de dólares a la empresa). Harris era uno de los directores, antiguo director de FAO Schwarz y posterior presidente del San Francisco 49ers. Harris dejó el destino de la empresa en manos del neófito de la industria de los videojuegos, Jim Barnett. Bajo las órdenes de Jim Barnett, la empresa volvió a lanzar una entrega de la exitosa franquicia "Test Drive", "Test Drive Offroad", para la plataforma PlayStation.
Accolade lo hizo muy bien durante sus primeros años, pero en los 90 sufrió demasiados cambios. La dirección de Jim Barnett estuvo muy centrada en los juegos de acción con Test Drive 4, 5 y 6, así como Test Drive Offroad, cuyas entregas vendieron millones de unidades, convirtiéndose en uno de los mayores éxitos de Sony. Accolade finalmente fue comprada por la editora francesa, Infogrames en 1999, tras publicar su último juego Redline. Accolade fue la introducción a la expansión de Infogrames en Norteamérica, que tras la fusión se trasladaría a Los Ángeles. Ahora Accolade pertenece a Tommo Inc., a excepción de la franquicia Test Drive, que pertenece a Bigben Interactive.

## Juegos desarrollados y publicados
| Año  | Título                                                      | Plataforma(s)                 |
| ---- | ----------------------------------------------------------- | ----------------------------- |
| 2017 | Bubsy: The Woolies Strike Back                              | PlayStation 4 y Steam         |
| 1988 | 4th & Inches                                                | Amiga                         |
| 1987 | 4th & Inches                                                | Commodore 64                  |
| 1988 | 4th & Inches                                                | Apple II                      |
| 1988 | 4th & Inches                                                | Apple IIGS                    |
| 1988 | 4th & Inches                                                | MS-DOS                        |
| 1987 | Accolade Comics                                             | Apple II                      |
| 1987 | Accolade Comics                                             | Commodore 64                  |
| 1990 | Accolade in Action                                          |                               |
| 1986 | Ace of Aces                                                 | Amstrad CPC                   |
| 1986 | Ace of Aces                                                 | Atari 8-bit                   |
| 1986 | Ace of Aces                                                 | Atari 7800                    |
| 1986 | Ace of Aces                                                 | Commodore 64                  |
| 1986 | Ace of Aces                                                 | MS-DOS                        |
| 1986 | Ace of Aces                                                 | MSX                           |
| 1986 | Ace of Aces                                                 | Master System                 |
| 1986 | Ace of Aces                                                 | ZX Spectrum                   |
| 1991 | Altered Destiny                                             | Amiga                         |
| 1990 | Altered Destiny                                             | MS-DOS                        |
| 1988 | Anatomic Man                                                |                               |
| 1987 | Apollo 18: Mission to the Moon                              |                               |
| 1995 | Ballz                                                       | 3DO                           |
| 1994 | Ballz                                                       | Genesis                       |
| 1994 | Ballz                                                       | Super NES                     |
| 1989 | Bar Games                                                   | MS-DOS                        |
| 1994 | Barkley Shut Up and Jam!                                    |                               |
| 1994 | Barkley Shut Up and Jam!                                    | Genesis                       |
| 1994 | Barkley Shut Up and Jam!                                    | Super NES                     |
| 1993 | Battle Isle 2200                                            | MS-DOS                        |
| 1999 | Big Air                                                     | PlayStation                   |
| 1991 | Bill and Ted's Excellent Adventure                          |                               |
| 1989 | Blue Angels: Formation Flight Simulation                    |                               |
| 1994 | Brett Hull Hockey 95                                        | MS-DOS                        |
| 1994 | Brett Hull Hockey 95                                        | Genesis                       |
| 1994 | Brett Hull Hockey 95                                        | Super NES                     |
| 1987 | Bubble Ghost                                                | Amiga                         |
| 1987 | Bubble Ghost                                                | Amstrad CPC                   |
| 1987 | Bubble Ghost                                                | Apple IIGS                    |
| 1987 | Bubble Ghost                                                | Atari ST                      |
| 1987 | Bubble Ghost                                                | Commodore 64                  |
| 1987 | Bubble Ghost                                                | MS-DOS                        |
| 1990 | Bubble Ghost                                                | Game Boy                      |
| 1996 | Bubsy 3D: Furbitten Planet                                  | PlayStation                   |
| 1995 | Bubsy II                                                    | Game Boy                      |
| 1994 | Bubsy II                                                    | Genesis                       |
| 1994 | Bubsy II                                                    | Super NES                     |
| 1993 | Bubsy in Claws Encounters of the Furred Kind                | Genesis                       |
| 1993 | Bubsy in Claws Encounters of the Furred Kind                | Super NES                     |
| 1995 | Bubsy in Claws Encounters of the Furred Kind                | Windows                       |
| 1994 | Bubsy in Fractured Furry Tales                              | Atari Jaguar                  |
| 1987 | Card Sharks                                                 |                               |
| 1990 | The Cardinal of the Kremlin                                 |                               |
| 1994 | Combat Cars                                                 | Sega Genesis/Mega Drive       |
| 1994 | Cyclemania                                                  | MS-DOS                        |
| 1989 | The Cycles: International Grand Prix Racing                 | Amiga                         |
| 1989 | The Cycles: International Grand Prix Racing                 | Amstrad CPC                   |
| 1989 | The Cycles: International Grand Prix Racing                 | Commodore 64                  |
| 1989 | The Cycles: International Grand Prix Racing                 | MS-DOS                        |
| 1989 | The Cycles: International Grand Prix Racing                 | ZX Spectrum                   |
| 1984 | The Dam Busters                                             | Apple II                      |
| 1984 | The Dam Busters                                             | ColecoVision                  |
| 1984 | The Dam Busters                                             | Commodore 64                  |
| 1984 | The Dam Busters                                             | MS-DOS                        |
| 1989 | Day of the Viper                                            | Amiga                         |
| 1989 | Day of the Viper                                            | Atari ST                      |
| 1989 | Day of the Viper                                            | MS-DOS                        |
| 1996 | Deadlock: Planetary Conquest                                | Windows                       |
| 1998 | Deadlock II: Shrine Wars                                    | Windows                       |
| 1989 | Don't Go Alone                                              |                               |
| 1992 | Double Dragon                                               | Sega Genesis/Mega Drive       |
| 1990 | Elvira: Mistress of the Dark                                | Amiga                         |
| 1990 | Elvira: Mistress of the Dark                                | Atari ST                      |
| 1990 | Elvira: Mistress of the Dark                                | Commodore 64                  |
| 1990 | Elvira: Mistress of the Dark                                | MS-DOS                        |
| 1991 | Elvira II: The Jaws of Cerberus                             | Amiga                         |
| 1991 | Elvira II: The Jaws of Cerberus                             | Atari ST                      |
| 1991 | Elvira II: The Jaws of Cerberus                             | Commodore 64                  |
| 1991 | Elvira II: The Jaws of Cerberus                             | MS-DOS                        |
| 1996 | Eradicator                                                  | MS-DOS                        |
| 1989 | Fast Break                                                  | Amiga                         |
| 1989 | Fast Break                                                  | Apple IIGS                    |
| 1989 | Fast Break                                                  | Commodore 64                  |
| 1989 | Fast Break                                                  | MS-DOS                        |
| 1989 | Fast Break                                                  | Macintosh                     |
| 1985 | Fight Night                                                 | Apple II                      |
| 1985 | Fight Night                                                 | Atari 7800                    |
| 1985 | Fight Night                                                 | Atari 8-bit                   |
| 1985 | Fight Night                                                 | Atari ST                      |
| 1985 | Fight Night                                                 | Atari XEGS                    |
| 1985 | Fight Night                                                 | Commodore 64                  |
| 1995 | Fireteam Rogue                                              | Genesis                       |
| 1995 | Fireteam Rogue                                              | Super NES                     |
| 1990 | The Game of Harmony                                         | Amiga                         |
| 1990 | The Game of Harmony                                         | Amstrad CPC                   |
| 1990 | The Game of Harmony                                         | Atari ST                      |
| 1990 | The Game of Harmony                                         | Commodore 64                  |
| 1990 | The Game of Harmony                                         | MS-DOS                        |
| 1990 | The Game of Harmony                                         | Game Boy                      |
| 1990 | The Game of Harmony                                         | ZX Spectrum                   |
| 1991 | The Games: Summer Challenge                                 |                               |
| 1992 | The Games: Winter Challenge                                 |                               |
| 1987 | Grand Prix Circuit                                          | Amiga                         |
| 1987 | Grand Prix Circuit                                          | Amstrad CPC                   |
| 1987 | Grand Prix Circuit                                          | Apple IIGS                    |
| 1987 | Grand Prix Circuit                                          | Commodore 64                  |
| 1987 | Grand Prix Circuit                                          | MS-DOS                        |
| 1987 | Grand Prix Circuit                                          | Macintosh                     |
| 1987 | Grand Prix Circuit                                          | ZX Spectrum                   |
| 1992 | Grand Prix Unlimited                                        |                               |
| 1990 | Gunboat                                                     | Amiga                         |
| 1990 | Gunboat                                                     | MS-DOS                        |
| 1990 | Gunboat                                                     | TurboGrafx-16                 |
| 1990 | Gunboat                                                     | ZX Spectrum                   |
| 1985 | Hardball!                                                   | Amiga                         |
| 1985 | Hardball!                                                   | Amstrad CPC                   |
| 1985 | Hardball!                                                   | Apple II                      |
| 1985 | Hardball!                                                   | Apple IIGS                    |
| 1985 | Hardball!                                                   | Atari 8-bit                   |
| 1985 | Hardball!                                                   | Atari ST                      |
| 1985 | Hardball!                                                   | Commodore 64                  |
| 1985 | Hardball!                                                   | MS-DOS                        |
| 1985 | Hardball!                                                   | Macintosh                     |
| 1985 | Hardball!                                                   | MSX                           |
| 1985 | Hardball!                                                   | Sega Genesis/Mega Drive       |
| 1985 | Hardball!                                                   | ZX Spectrum                   |
| 1989 | Hardball II                                                 | Amiga                         |
| 1989 | Hardball II                                                 | MS-DOS                        |
| 1989 | Hardball II                                                 | Macintosh                     |
| 1992 | Hardball III                                                | MS-DOS                        |
| 1992 | Hardball III                                                | Genesis                       |
| 1992 | Hardball III                                                | Super NES                     |
| 1994 | HardBall 4                                                  |                               |
| 1995 | HardBall 5                                                  |                               |
| 1998 | HardBall 6                                                  |                               |
| 1999 | HardBall 6 - 2000 Edition                                   |                               |
| 1989 | Heat Wave                                                   |                               |
| 1990 | Hoverforce                                                  |                               |
| 1990 | Ishido: The Way of Stones                                   | Amiga                         |
| 1991 | Ishido: The Way of Stones                                   | Atari Lynx                    |
| 1990 | Ishido: The Way of Stones                                   | MS-DOS                        |
| 1990 | Ishido: The Way of Stones                                   | Game Boy                      |
| 1990 | Ishido: The Way of Stones                                   | Macintosh                     |
| 1991 | Ishido: The Way of Stones                                   | NES                           |
| 1990 | Ishido: The Way of Stones                                   | Sega Genesis                  |
| 1995 | Ishido: The Way of Stones                                   | Windows                       |
| 1997 | Jack Nicklaus 4                                             | Macintosh                     |
| 1997 | Jack Nicklaus 4                                             | Windows                       |
| 1998 | Jack Nicklaus 5                                             | Windows                       |
| 1992 | Jack Nicklaus Golf & Course Design: Signature Edition       | MS-DOS                        |
| 1998 | Jack Nicklaus' Greatest 18 Holes of Major Championship Golf | MS-DOS                        |
| 1990 | Jack Nicklaus' Unlimited Golf & Course Design               | MS-DOS                        |
| 1986 | Killed Until Dead                                           | Amstrad CPC                   |
| 1986 | Killed Until Dead                                           | Apple II                      |
| 1986 | Killed Until Dead                                           | Commodore 64                  |
| 1986 | Killed Until Dead                                           | ZX Spectrum                   |
| 1985 | Law of the West                                             | Apple II                      |
| 1985 | Law of the West                                             | Commodore 64                  |
| 1985 | Law of the West                                             | Nintendo Entertainment System |
| 1992 | Les Manley in: Lost in L.A.                                 |                               |
| 1990 | Les Manley in: Search for the King                          |                               |
| 1986 | Mean 18                                                     | Amiga                         |
| 1986 | Mean 18                                                     | Apple IIGS                    |
| 1986 | Mean 18                                                     | Atari 7800                    |
| 1986 | Mean 18                                                     | Atari ST                      |
| 1986 | Mean 18                                                     | MS-DOS                        |
| 1991 | Mike Ditka Power Football                                   |                               |
| 1987 | Mini-Putt                                                   | Commodore 64                  |
| 1987 | Mini-Putt                                                   | MS-DOS                        |
| 1987 | Mini-Putt                                                   | Macintosh                     |
| 1987 | Mini-Putt                                                   | ZX Spectrum                   |
| 1993 | Pelé!                                                       | Sega Genesis/Mega Drive       |
| 1994 | Pelé II: World Tournament Soccer                            | Sega Genesis/Mega Drive       |
| 1985 | Pinball Wizard                                              | Amstrad CPC                   |
| 1986 | Pinball Wizard                                              | Atari ST                      |
| 1985 | Pinball Wizard                                              | Commodore 64                  |
| 1987 | Pinball Wizard                                              | MS-DOS                        |
| 1985 | Pinball Wizard                                              | MSX                           |
| 1985 | Pinball Wizard                                              | Oric-1/Atmos                  |
| 1985 | Pinball Wizard                                              | ZX Spectrum                   |
| 1995 | PO'ed                                                       | 3DO                           |
| 1996 | PO'ed                                                       | PlayStation                   |
| 1988 | Power at Sea                                                | Commodore 64                  |
| 1990 | Powerboat                                                   |                               |
| 1991 | Pro Sport Challenge                                         |                               |
| 1985 | Project: Space Station                                      |                               |
| 1985 | Psi-5 Trading Company                                       | Amstrad CPC                   |
| 1985 | Psi-5 Trading Company                                       | Apple II                      |
| 1985 | Psi-5 Trading Company                                       | Commodore 64                  |
| 1985 | Psi-5 Trading Company                                       | MS-DOS                        |
| 1985 | Psi-5 Trading Company                                       | ZX Spectrum                   |
| 1988 | Rack 'Em                                                    | Commodore 64                  |
| 1988 | Rack 'Em                                                    | MS-DOS                        |
| 1999 | Redline                                                     | Windows                       |
| 1991 | Road & Car                                                  |                               |
| 1988 | Serve & Volley                                              |                               |
| 1999 | Slave Zero                                                  | Dreamcast                     |
| 1999 | Slave Zero                                                  | Windows                       |
| 1992 | Snoopy's Game Club                                          |                               |
| 1994 | Speed Racer in My Most Dangerous Adventures                 | Super NES                     |
| 1992 | Speed Racer in The Challenge of Racer X                     | MS-DOS                        |
| 1990 | Star Control                                                | Amiga                         |
| 1991 | Star Control                                                | Amstrad CPC                   |
| 1991 | Star Control                                                | Commodore 64                  |
| 1990 | Star Control                                                | MS-DOS                        |
| 1991 | Star Control                                                | Sega Genesis/Mega Drive       |
| 1991 | Star Control                                                | ZX Spectrum                   |
| 1994 | Star Control II                                             | 3DO                           |
| 1992 | Star Control II                                             | MS-DOS                        |
|      | Star Control 1 & 2 CD Compendium                            |                               |
| 1996 | Star Control 3                                              | MS-DOS                        |
| 1996 | Star Control 3                                              | Mac OS                        |
|      | Star Control Collection                                     |                               |
| 1988 | Steel Thunder                                               |                               |
| 1991 | Stratego                                                    |                               |
| 1990 | Strike Aces                                                 |                               |
| 1984 | SunDog: Frozen Legacy                                       | Apple II                      |
| 1985 | SunDog: Frozen Legacy                                       | Atari ST                      |
| 1987 | Test Drive                                                  | Amiga                         |
| 1987 | Test Drive                                                  | Amstrad CPC                   |
| 1987 | Test Drive                                                  | Apple II                      |
| 1987 | Test Drive                                                  | Atari ST                      |
| 1987 | Test Drive                                                  | Commodore 64                  |
| 1987 | Test Drive                                                  | MS-DOS                        |
| 1989 | Test Drive II: The Duel                                     | Amiga                         |
| 1989 | Test Drive II: The Duel                                     | Amstrad CPC                   |
| 1989 | Test Drive II: The Duel                                     | Apple IIGS                    |
| 1989 | Test Drive II: The Duel                                     | Atari ST                      |
| 1989 | Test Drive II: The Duel                                     | Commodore 64                  |
| 1989 | Test Drive II: The Duel                                     | MS-DOS                        |
| 1989 | Test Drive II: The Duel                                     | Macintosh                     |
| 1989 | Test Drive II: The Duel                                     | MSX                           |
| 1989 | Test Drive II: The Duel                                     | Genesis                       |
| 1989 | Test Drive II: The Duel                                     | Super NES                     |
| 1989 | Test Drive II: The Duel                                     | ZX Spectrum                   |
| 1989 | Test Drive II Car Disk: Musclecars                          |                               |
| 1989 | Test Drive II Car Disk: The Supercars                       |                               |
| 1990 | Test Drive II Scenery Disk: California Challenge            |                               |
| 1990 | Test Drive II Scenery Disk: European Challenge              |                               |
| 1991 | Test Drive II: The Collection                               |                               |
| 1990 | Test Drive III: The Passion                                 | MS-DOS                        |
| 1997 | Test Drive 4                                                | PlayStation                   |
| 1997 | Test Drive 4                                                | Windows                       |
| 1998 | Test Drive 5                                                | PlayStation                   |
| 1998 | Test Drive 5                                                | Windows                       |
| 1999 | Test Drive 6                                                | Dreamcast                     |
| 1999 | Test Drive 6                                                | Game Boy Color                |
| 1999 | Test Drive 6                                                | PlayStation                   |
| 1999 | Test Drive 6                                                | Windows                       |
| 1997 | Test Drive: Off-Road                                        | PlayStation                   |
| 1997 | Test Drive: Off-Road                                        | Windows                       |
| 1998 | Test Drive: Off-Road 2                                      | PlayStation                   |
| 1998 | Test Drive: Off-Road 2                                      | Windows                       |
| 1999 | Test Drive: Off-Road 3                                      | PlayStation                   |
| 1999 | Test Drive: Off-Road 3                                      | Windows                       |
| 1990 | The Third Courier                                           |                               |
| 1988 | TKO                                                         |                               |
| 1987 | The Train: Escape to Normandy                               | Apple II                      |
| 1987 | The Train: Escape to Normandy                               | Amstrad CPC                   |
| 1987 | The Train: Escape to Normandy                               | Commodore 64                  |
| 1987 | The Train: Escape to Normandy                               | MS-DOS                        |
| 1987 | The Train: Escape to Normandy                               | ZX Spectrum                   |
| 1991 | Turrican                                                    | Game Boy                      |
| 1991 | Turrican                                                    | Genesis                       |
| 1991 | Turrican                                                    | TG-16                         |
| 1992 | Universal Soldier                                           | Game Boy                      |
| 1992 | Universal Soldier                                           | Genesis                       |
| 1993 | Unnecessary Roughness                                       | MS-DOS                        |
| 1995 | Unnecessary Roughness '95                                   | MS-DOS                        |
| 1995 | Unnecessary Roughness '95                                   | Genesis                       |
| 1996 | Unnecessary Roughness '96                                   |                               |
| 1992 | Waxworks                                                    | Amiga                         |
| 1992 | Waxworks                                                    | MS-DOS                        |
|      | Warp Speed                                                  | Genesis                       |
| 1991 | Winter Challenge                                            | MS-DOS                        |
| 1991 | Winter Challenge                                            | Genesis                       |
| 1994 | Zero Tolerance                                              | Genesis                       |
| 1992 | Zyconix                                                     | Amiga                         |